# Listă de englezi celebri

Steagul Angliei

Această listă de englezi celebri conține de fapt două liste:
- o listă de englezi după domeniul de activitate;
- o listă alfabetică de englezi.

| Listă de englezi pe domenii |
| Știință (Matematică, Fizică, Chimie, Astronomie, Biologie, Medicină, Inginerie, Istorie, Alte științe) • Artă (Muzică, Film, teatru, Pictură, Alte arte) • Literatură (Poezie, Dramă, Proză, Alte genuri literare) • Sport (Fotbal, Alte sporturi) • Oameni de stat (Monarhi, nobili, Politicieni, Militari, Diplomați, Servicii secrete) • Filozofie • Religie |
| Listă alfabetică de englezi |
| A • B • C • D • E • F • G • H • I • J • K • L • M • N • O • P • Q • R • S • T • U • V • W • X • Y • Z |
| Vezi și • Note |

## Listă de englezi pe domenii

### Știință

#### Matematică
- Abelard din Bath
- Frank Adams
- John Couch Adams
- George Biddell Airy
- Thomas Allen
- Robert Anderson
- Michael Atiyah
- George Atwood
- Hertha Ayrton
- Charles Babbage
- John Babington
- Humphrey Baker
- Thomas Baker
- Richard Balam
- Thomas Bradwardine
- Peter Barlow
- Ernest Barnes
- Isaac Barrow
- Harry Bateman
- Thomas Baxter
- Thomas Bayes
- John Blagrave
- John Bonnycastle
- Henry Briggs
- William Brouncker
- Ernest William Brown
- William Burnside
- Lewis Carroll
- Arthur Cayley
- Samuel Hunter Christie
- William Kingdon Clifford
- John Collins
- John Horton Conway
- Roger Cotes
- David Cox
- Harold Scott MacDonald Coxeter
- George Darwin
- John Dee
- Leonard Digges
- Thomas Digges
- Paul Dirac
- Humphry Ditton
- Henry Dudeney
- Samuel Dunn
- Freeman J. Dyson
- Samuel Earnshaw
- Ronald Fisher
- Samuel Foster
- Henry Gellibrand
- James Whitbread Lee Glaisher
- I. J. Good
- William Sealy Gosset
- Timothy Gowers
- Ivor Grattan-Guinness
- Ben Green
- George Green
- Edmund Gunter
- Philip Hall
- G. H. Hardy
- Thomas Harriot
- Douglas Hartree
- Oliver Heaviside
- John Herschel
- Nigel Hitchin
- Harold Jeffreys
- David Kendall
- John Edensor Littlewood
- John Machin
- Dusa McDuff
- Augustus De Morgan
- Isaac Newton
- John Nunn
- William Oughtred
- George Peacock
- Egon Sharpe Pearson
- Karl Pearson
- Roger Penrose
- Joseph Raphson
- Lewis Fry Richardson
- Bertrand Russell
- Thomas Simpson
- Peter Swinnerton-Dyer
- Alan Turing
- Brook Taylor
- Geoffrey Ingram Taylor
- William Tutte
- John Venn
- John Wallis
- William Whewell
- Alfred North Whitehead
- Andrew Wiles
- James Hardy Wilkinson
- Christopher Wren
- Dorothy Maud Wrinch
- Grace Chisholm Young
- William Henry Young

#### Fizică
- John Bertram Adams
- Edward Victor Appleton
- William Astbury
- William Edward Ayrton
- Thomas Bradwardine
- Charles Glover Barkla
- Peter Barlow
- John D. Barrow
- Patrick Maynard Stuart Blackett
- David Bohm
- Harry Boot
- Thomas Bradwardine
- William Henry Bragg
- William Lawrence Bragg
- Brian Cox
- John Canton
- Tiberius Cavallo
- Henry Cavendish
- James Chadwick
- James Challis
- Sydney Chapman
- Brian Cox
- John Dalton
- Chris J. L. Doran
- John Douglas Cockcroft
- Charles S. Cockell
- William Crookes
- John Dalton
- John Frederic Daniell
- Charles Galton Darwin
- Paul Davies
- John Theophilus Desaguliers
- Paul Dirac
- G. M. B. Dobson
- William Duddell
- Freeman J. Dyson
- Louis Essen
- Michael Faraday
- Michael Fisher
- John Ambrose Fleming
- Frederick Charles Frank
- William Gilbert
- George Graham
- Stephen Gray
- George Green
- John Gribbin
- Goldsworthy Gurney
- Duncan Haldane
- Edmond Halley
- Douglas Hartree
- Francis Hauksbee
- Stephen Hawking
- Oliver Heaviside
- Antony Hewish
- Peter Higgs
- Robert Hooke
- John Hopkinson
- Godfrey Hounsfield
- Colin Humphreys
- Andrew Huxley
- James Prescott Joule
- Henry Kater
- John Kendrew
- Tom Kibble
- Gowin Knight
- Horace Lamb
- Anthony James Leggett
- Oliver Lodge
- Bernard Lovell
- Archibald Low
- Martin Lowry
- Peter Mansfield
- Ernest Marsden
- Brian May
- Edward Arthur Milne
- Henry Moseley
- Nevill Francis Mott
- Isaac Newton
- Robert Norman
- John Pendry
- William Penney
- Oliver Penrose
- Roger Penrose
- Cecil Frank Powell
- John Henry Poynting
- John Randall
- Lewis Fry Richardson
- Owen Willans Richardson
- Martin Ryle
- John William Strutt Rayleigh
- William Spottiswoode
- William Sturgeon
- Joseph Swan
- Geoffrey Ingram Taylor
- George Paget Thomson
- Joseph John Thomson
- John Clive Ward
- William Watson
- Charles Wheatstone
- Maurice Wilkes
- Maurice Wilkins
- William Hyde Wollaston
- Christopher Wren
- Thomas Young
- John Ziman

#### Chimie
- Frederick Augustus Abel
- William de Wiveleslie Abney
- Edward Abraham
- Arthur Aikin
- Henry Edward Armstrong
- Elias Ashmole
- William Astbury
- Francis William Aston
- Peter Atkins
- Roger Bacon
- Neil Bartlett
- Derek Barton
- Alan R. Battersby
- Charles Blagden
- William Thomas Brande
- Herbert C. Brown
- Horace Tabberer Brown
- Henry Cavendish
- Charles Coulson
- William Crookes
- William Cruickshank
- Henry Drysdale Dakin
- John Dalton
- John Frederic Daniell
- Humphry Davy
- John Dee
- John William Draper
- William Farish
- Edward Frankland
- Ida Freund
- Joseph Henry Gilbert
- John Hall Gladstone
- Ambrose Godfrey
- Goldsworthy Gurney
- Stephen Hales
- Arthur Harden
- Charles Hatchett
- Walter Haworth
- William Henry
- John Herschel
- Robin Hill
- Cyril Norman Hinshelwood
- Dorothy Crowfoot Hodgkin
- John Newlands
- Edward Kelley
- John Kendrew
- Aaron Klug
- Harold Kroto
- William Lewis
- Archer Martin
- Herbert McLeod
- Peter D. Mitchell
- John Mayow
- John Mercer
- Peter D. Mitchell
- John Newlands
- William Nicholson
- Ronald Norrish
- Henry Perkin
- William Henry Perkin Jr.
- Max Perutz
- Colin Pillinger
- Robert Plot
- John Pople
- Rodney Robert Porter
- Joseph Priestley
- George Ripley
- Robert Robinson
- Henry Enfield Roscoe
- James Smithson
- Frederick Soddy
- Joseph Swan
- Richard Synge
- Smithson Tennant
- Margaret Thatcher
- Henry Tizard
- Morris Travers
- John Walker
- John E. Walker
- Edward Weston
- Geoffrey Wilkinson
- Alexander William Williamson
- William Withering
- William Hyde Wollaston
- Charles Romley Alder Wright

#### Astronomie
- Abelard din Bath
- William de Wiveleslie Abney
- John Couch Adams
- George Biddell Airy
- George Alcock
- Francis Baily
- John Bevis
- Nathaniel Bliss
- James Bradley
- John Brinkley
- Ernest William Brown
- Geoffrey Burbidge
- Margaret Burbidge
- Richard Carrington
- James Challis
- Sydney Chapman
- Temple Chevallier
- William Christie
- Andrew Ainslie Common
- Ralph Copeland
- Thomas Cowling
- William Crabtree
- George Darwin
- William Rutter Dawes
- John Dee
- Thomas Digges
- Jeremiah Dixon
- John Dollond
- Peter Dollond
- Frank Watson Dyson
- Arthur Eddington
- John Evershed
- John Flamsteed
- Samuel Foster
- Alfred Fowler
- William Gilbert
- James Whitbread Lee Glaisher
- Stephen Gray
- Stephen Groombridge
- John Hadley
- Edmond Halley
- Thomas Harriot
- Stephen Hawking
- Caroline Herschel
- John Herschel
- Antony Hewish
- John Russell Hind
- Jeremiah Horrocks
- Fred Hoyle
- William Huggins
- James Jeans
- Harold Jeffreys
- David C. Jewitt
- William Lassell
- Norman Lockyer
- Bernard Lovell
- Donald Lynden-Bell
- Brian G. W. Manning
- Brian G. Marsden
- Nevil Maskelyne
- Edward Walter Maunder
- Brian May
- John Michell
- Edward Arthur Milne
- Patrick Moore
- Isaac Newton
- Cecilia Payne-Gaposchkin
- John Phillips
- Edward Pigott
- Colin Pillinger
- N. R. Pogson
- John Pond
- Richard A. Proctor
- Martin Ryle
- Johannes de Sacrobosco
- Charles Piazzi Smyth
- William Henry Smyth
- Harold Spencer Jones
- Richard of Wallingford
- Christopher Wren
- Thomas Wright

#### Biologie
- Mary Anning
- William Astbury
- David Attenborough
- Henry Baker
- Robert Bakewell
- Francis Maitland Balfour
- Joseph Banks
- Joseph Barcroft
- Miles Joseph Berkeley
- James Bolton
- John Brookfield
- Robert Brown
- William Buckland
- Arthur Gardiner Butler
- George Caley
- Mark Catesby
- Thomas Cavalier-Smith
- Mordecai Cubitt Cooke
- Moses Ashley Curtis
- William Curtis
- Charles Darwin
- Erasmus Darwin
- Francis Darwin
- Richard Dawkins
- E. B. Ford
- Frederick DuCane Godman
- Jane Goodall
- John Gould
- George Robert Gray
- John Edward Gray
- Samuel Frederick Gray
- John Haldane
- Stephen Hales
- Arthur Harden
- Robin Hill
- Joseph Dalton Hooker
- Tim Hunt
- Frederick Wollaston Hutton
- Hugh Huxley
- Julian Huxley
- Thomas Henry Huxley
- Edward Jenner
- John Kendrew
- James Lovelock
- John Maynard Smith
- Chris Mead
- Alfred Newton
- John Needham
- Richard Owen
- Max Perutz
- Rodney Robert Porter
- Stamford Raffles
- Ronald Ross
- Miriam Rothschild
- Walter Rothschild
- Osbert Salvin
- Philip Sclater
- Peter Scott
- Karl Shuker
- James Sowerby
- Herbert Spencer
- William John Swainson
- Arthur Tansley
- Francis Walker
- Alfred Russel Wallace
- William Withering
- John Wolley
- John George Wood
- Dorothy Maud Wrinch

#### Medicină
- Clarke Abel
- John Abernethy
- John Bodkin Adams
- Thomas Addison
- Edgar Douglas Adrian
- Clifford Allbutt
- Elizabeth Garrett Anderson
- Benjamin Guy Babington
- Edward Bach
- Joseph Barcroft
- William Bayliss
- John Belchier
- John Bevis
- Golding Bird
- Elizabeth Blackwell
- Claire Booth
- John Bowlby
- William Bowman
- Richard Bright
- William Cheselden
- Benjamin Collins Brodie
- Thomas Browne
- Robert Burton
- William Cheselden
- Leonard Colebrook
- Francis Crick
- Robert Darwin
- Robert G. Edwards
- Havelock Ellis
- Martin Evans
- David Ferrier
- Robert Fludd
- William Gilbert
- Francis Glisson
- Edwin Stephen Goodrich
- Aubrey de Grey
- Henry Gray
- Nehemiah Grew
- John Scott Haldane
- Stephen Hales
- William Harvey
- Clopton Havers
- Archibald Vivian Hill
- John Huxham
- Andrew Huxley
- Thomas Henry Huxley
- Edward Jenner
- Richard Keynes
- John Langdon Haydon Down
- Ran Laurie
- Thomas Linacre
- Joseph Lister
- Richard Lower
- Peter Mansfield
- James Parkinson
- Percivall Pott
- Ronald Ross
- Oliver Sacks
- Hanna Segal
- Charles Scott Sherrington
- James Strachey
- Thomas Sydenham
- William Turner
- Thomas Willis
- Lorna Wing
- William Withering
- Michael Woodruff
- Thomas Young

#### Inginerie
- William George Armstrong
- William Edward Ayrton
- Tim Berners-Lee
- Matthew Boulton
- Isambard Kingdom Brunel
- George Cayley
- Josiah Latimer Clark
- Christopher Cockerell
- John Ambrose Fleming
- William Froude
- James Hargreaves
- Brian Hart
- Oliver Heaviside
- Frederick W. Lanchester
- Thomas Newcomen
- Harry Ricardo
- Thomas Savery
- John Smeaton
- George Stephenson
- Charles Wheatstone
- Frank Whittle
- Joseph Whitworth

#### Istorie
- Richard Adamson
- Aelred of Rievaulx
- Grace Aguilar
- Perry Anderson
- John Aubrey
- Edward R. Ayrton
- Alan Bullock
- John Bale
- Beda Venerabilul
- Isaiah Berlin
- Walter Besant
- Anthony Blunt
- E. A. Wallis Budge
- Harry Burton
- Herbert Butterfield
- Edward Hallett Carr
- Howard Carter
- John Chadwick
- Kenneth Clark
- Robin George Collingwood
- Robert Conquest
- Frederick Copleston
- Glyn Daniel
- Samuel Daniel
- Norman Davies
- Arthur Evans
- Orlando Figes
- Antonia Fraser
- Dorothy Garrod
- Edward Gibbon
- Adrian Goldsworthy
- Richard Hakluyt
- George Herbert
- Christopher Hill
- David Hume
- Jonathan Israel
- Paul Johnson
- T. E. Lawrence
- Kathleen Kenyon
- Ian Kershaw
- Thomas Babington Macaulay
- James Mellaart
- Percy E. Newberry
- Orderic Vitalis
- Richard Overy
- Matthew Paris
- Derek J. de Solla Price
- James Rennell
- Steven Runciman
- Archibald Sayce
- Simon Schama
- William Stukeley
- E. P. Thompson
- Arnold Joseph Toynbee
- Francis Turville-Petre
- Alan Wace
- John O. Westwood
- John Gardner Wilkinson
- William of Malmesbury
- William of Newburgh
- Mary Wollstonecraft
- Charlotte Mary Yonge

#### Alte științe
- Abelard din Bath
- Ælfric of Eynsham
- Mary Anning
- Thomas Attwood
- Alfred Ayer
- Humphrey Baker
- Nicholas Barbon
- Peter Barlow
- William Thomas Blanford
- Mark Blaug
- George Boole
- Arthur Lyon Bowley
- William Brownrigg
- William Buckland
- John Chadwick
- Josiah Child
- Edgar F. Codd
- William Conybeare
- James Cook
- Francis Crick
- Robert Currey
- John Dee
- Maurice Dobb
- G. M. B. Dobson
- Francis Ysidro Edgeworth
- Havelock Ellis
- John Rupert Firth
- Robert FitzRoy
- Matthew Flinders
- Vivian Fuchs
- Francis Galton
- Isaac Gervais
- Michael Halliday
- Alfred Harker
- John Hicks
- Charles Antony Richard Hoare
- Robert Hues
- William Stanley Jevons
- Nicholas Kaldor
- John Maynard Keynes
- John Neville Keynes
- Israel Kirzner
- Charles Lapworth
- Harold Laski
- William Arthur Lewis
- Ada Lovelace
- James Lovelock
- Richard Lydekker
- Charles Lyell
- Thomas Malthus
- Bernard Mandeville
- Alfred Marshall
- James Meade
- John Milne
- Robin Milner
- James Mirrlees
- Thomas Mun
- Joseph Needham
- Dudley North
- Richard Owen
- James Parkinson
- William Edward Parry
- William Petty
- Arthur Cecil Pigou
- Graham Priest
- John William Strutt Rayleigh
- David Ricardo
- Lewis Fry Richardson
- Joan Robinson
- Bertrand Russell
- Archibald Sayce
- Adam Sedgwick
- Piers Sellers
- Napier Shaw
- Cyril Stanley Smith
- William Smith
- Henry Clifton Sorby
- Richard Stone
- G. I. Taylor
- Thomas Griffith Taylor
- Arnold Toynbee
- Alan Turing
- John Venn
- Arthur Young
- Thomas Young
- Mary Ward
- Kevin Warwick
- William Whewell
- John Whitehurst
- Maurice Wilkes
- James Hardy Wilkinson
- Nassau William Senior
- William Crawford Williamson
- Alfred North Whitehead
- William Withering
- Stephen Wolfram
- Edward Wright

### Literatură

#### Poezie
- Mark Akenside
- Richard Aldington
- Al Alvarez
- Kingsley Amis
- Edwin Arnold
- Matthew Arnold
- Wystan Hugh Auden
- Alfred Austin
- William Barnes
- Elizabeth Barrett Browning
- Francis Beaumont
- John Betjeman
- William Blake
- Robert Bridges
- Anne Brontë
- Charlotte Brontë
- Emily Brontë
- Arthur Brooke
- Rupert Brooke
- Robert Browning
- Richard Francis Burton
- Samuel Butler
- George Gordon Byron
- Caedmon
- Thomas Campian
- Edward Carpenter
- Christopher Caudwell
- George Chapman
- Thomas Chatterton
- Geoffrey Chaucer
- Colley Cibber
- John Clare
- John Cooper Clarke
- Samuel Taylor Coleridge
- William Collins
- William Congreve
- Abraham Cowley
- William Cowper
- George Crabbe
- Richard Crashaw
- Cynewulf
- Samuel Daniel
- William D'Avenant
- Walter de la Mare
- John Donne
- Charles Montagu Doughty
- John Dowland
- John Dryden
- Lawrence Durrell
- William Empson
- Thomas Fairfax
- John Fletcher
- John Ford
- John Gay
- William S. Gilbert
- Edmund Gosse
- John Gower
- Robert Graves
- Thomas Gray
- Robert Greene
- Thom Gunn
- Ben Jonson
- Reginald Heber
- George R. Herbert
- Robert Herrick
- Henry Howard
- Thomas Hood
- Gerard Manley Hopkins
- Henry Howard
- Ted Hughes
- James Henry Leigh Hunt
- Aldous Huxley
- Ben Jonson
- John Keats
- Rudyard Kipling
- Walter Savage Landor
- William Langland
- Edward Lear
- Thomas Lodge
- Richard Lovelace
- John Lydgate
- Robert Lytton
- Thomas Babington Macaulay
- Christopher Marlowe
- John Marston
- Andrew Marvell
- John Masefield
- Thomas Medwin
- George Meredith
- John Milton
- Adrian Mitchell
- Susanna Moodie
- Thomas More
- William Morris
- Thomas Morus
- Frederic W. H. Myers
- E. Nesbit
- John Henry Newman
- Wilfred Owen
- Thomas Love Peacock
- George Peele
- Eden Phillpotts
- Alexander Pope
- Enoch Powell
- Herbert Read
- Nicholas Rowe
- Dorothy L. Sayers
- Elkanah Settle
- William Shakespeare
- Percy Bysshe Shelley
- James Shirley
- Philip Sidney
- Edith Sitwell
- John Skelton
- Christopher Smart
- Edmund Spenser
- John Suckling
- Jonathan Swift
- George Szirtes
- Alfred Tennyson
- Francis Thompson
- Arthur Waley
- Edmund Waller
- Isaac Watts
- William Wordsworth
- Sir Thomas Wyatt
- William Wycherley
- Edward Young
- Benjamin Zephaniah

#### Dramă
- Lascelles Abercrombie
- Peter Ackroyd
- Jeffrey Archer
- John Arden
- Kate Atkinson
- Wystan Hugh Auden
- Alan Ayckbourn
- Harley Granville Barker
- Francis Beaumont
- Thomas Lovell Beddoes
- Aphra Behn
- Alan Bennett
- Arnold Bennett
- Steven Berkoff
- Robert Bolt
- Edward Bond
- Mary Elizabeth Braddon
- Edward Bulwer-Lytton
- George Gordon Byron
- George Chapman
- Caryl Churchill
- Wilkie Collins
- William Congreve
- Ray Cooney
- Noel Coward
- Abraham Cowley
- Martin Crimp
- Clemence Dane
- Samuel Daniel
- William D'Avenant
- Thomas Dekker
- Charles Dibdin
- John Dryden
- Ben Elton
- George Etherege
- Nathan Field
- Henry Fielding
- John Fletcher
- John Ford
- Christopher Fry
- Christopher Fowler
- John Gay
- William S. Gilbert
- Harley Granville Barker
- Robert Greene
- Craig Harrison
- Eliza Haywood
- John Heywood
- Thomas Heywood
- Elizabeth Inchbald
- Ben Jonson
- Thomas Kyd
- Hugh Laurie
- Charlotte Lennox
- Matthew Gregory Lewis
- Thomas Lodge
- John Lyly
- Ewan MacColl
- Miles Mander
- Christopher Marlowe
- John Marston
- John Masefield
- Philip Massinger
- Henry Medwall
- Thomas Middleton
- Adrian Mitchell
- Charles Langbridge Morgan
- Anthony Munday
- Joe Orton
- John Osborne
- Thomas Otway
- George Peele
- Eden Phillpotts
- Harold Pinter
- Nigel Planer
- Stephen Poliakoff
- Henry Pottinger Stephens
- Mark Ravenhill
- Michael Redgrave
- Dorothy L. Sayers
- Elkanah Settle
- Thomas Shadwell
- Olivia Shakespear
- William Shakespeare
- Percy Bysshe Shelley
- James Shirley
- Tom Stoppard
- John Suckling
- Alfred Tennyson
- Edgar Wallace
- Allan Warren
- John Webster
- George Wilkins
- William Wycherley
- Israel Zangwill

### Sport

#### Fotbal
- Tammy Abraham
- Tony Adams
- Colin Addison
- Gabriel Agbonlahor
- Chuba Akpom
- Ola Aina
- Marc Albrighton
- Keith Alexander
- Stanley Alexander
- Sam Allardyce
- Dele Alli
- Ben Amos
- Jimmy Ashcroft
- Leighton Baines
- Gordon Banks
- Ross Barkley
- John Barnes
- Ken Barnes
- Adam Barrett
- Gareth Barry
- Tony Barton
- Cliff Bastin
- Stuart Baxter
- David Beckham
- Geoff Bent
- David Bentley
- Saido Berahino
- Ryan Bertrand
- Tyler Blackett
- Peter Bonetti
- Cameron Borthwick-Jackson
- Jay Bothroyd
- Titus Bramble
- Wayne Bridge
- Albert Arthur Brown
- Wes Brown
- Steve Bruce
- Nicky Butt
- Nathan Byrne
- Roger Byrne
- Gary Cahill
- Bobby Campbell
- Fraizer Campbell
- Sol Campbell
- Jamie Carragher
- Michael Carrick
- Andy Carroll
- Scott Carson
- Nathaniel Chalobah
- Alec Chamberlain
- Calum Chambers
- Bobby Charlton
- Tom Cleverley
- Brian Clough
- Nathaniel Clyne
- Jack Colback
- Andrew Cole
- Ashley Cole
- Joe Cole
- Stan Collymore
- Eddie Colman
- Steve Cook
- Shaun Cooper
- Peter Crouch
- Tommy Cummings
- Stephen Darby
- Curtis Davies
- Jermain Defoe
- Nathan Delfouneso
- Fabian Delph
- Eric Dier
- Stewart Downing
- Ted Drake
- Danny Drinkwater
- Dick Duckworth
- Nathan Dyer
- Chris Eagles
- Craig Eastmond
- Nathan Eccleston
- Rob Elliot
- Neil Etheridge
- Duncan Edwards
- Joe Fagan
- Justin Fashanu
- Anton Ferdinand
- Les Ferdinand
- Rio Ferdinand
- Jon Flanagan
- Fraser Forster
- Ben Foster
- Bill Foulkes
- Robbie Fowler
- Emmanuel Frimpong
- Craig Gardner
- Paul Gascoigne
- Steven Gerrard
- Kieran Gibbs
- Oliver Gill
- Dan Gosling
- Demarai Gray
- Jimmy Greaves
- Ron Greenwood
- Marlon Harewood
- Owen Hargreaves
- Ben Hamer
- Steve Harper
- Joe Hart
- Isaac Hayden
- Johnny Haynes
- Tom Heaton
- Jordan Henderson
- Lee Hendrie
- Emile Heskey
- Tony Hibbert
- Glenn Hoddle
- Roy Hodgson
- Rob Holding
- Justin Hoyte
- Tom Huddlestone
- Geoff Hurst
- Sam Hutchinson
- Jordon Ibe
- Danny Ings
- John Irving
- J. Bruce Ismay
- Alex Iwobi
- Muzzy Izzet
- Phil Jagielka
- Shwan Jalal
- Reece James
- Carl Jenkinson
- Adam Johnson
- Andy Johnson
- Glen Johnson
- Sam Johnstone
- Phil Jones
- Vinnie Jones
- Lukas Jutkiewicz
- Harry Kane
- Michael Keane
- Robbie Keane
- Will Keane
- Kevin Keegan
- Martin Kelly
- Howard Kendall
- Martin Keown
- Andy King
- Herbert Kilpin
- Zat Knight
- Paul Konchesky
- Adam Lallana
- Rickie Lambert
- Frank Lampard
- Frank Lampard, Sr.
- Henri Lansbury
- Aaron Lennon
- Joleon Lescott
- Matt Le Tissier
- Gary Lineker
- Jesse Lingard
- Ruben Loftus-Cheek
- George Long
- Donald Love
- Stanley Matthews
- Steve McClaren
- Josh McEachran
- Steve McManaman
- Scott McTominay
- Neil Mellor
- Adam Miller
- Gordon Milne
- James Milner
- Demetri Mitchell
- Harry Moger
- Garry Monk
- Bobby Moore
- Luke Moore
- Wes Morgan
- Ebenezer Cobb Morley
- Ravel Morrison
- Victor Moses
- Issey Nakajima-Farran
- Fabrice Muamba
- Danny Murphy
- Gary Neville
- Phil Neville
- Bill Nicholson
- Mark Noble
- Stefan O'Connor
- Isaiah Osbourne
- Peter Osgood
- Leon Osman
- Mark Owen
- Michael Owen
- Alex Oxlade-Chamberlain
- Bob Paisley
- Alan Pardew
- Jermaine Pennant
- Steve Perryman
- Martin Peters
- Kevin Phillips
- Jordan Pickford
- Nick Powell
- Marc Pugh
- Alf Ramsey
- Mark Randall
- Marcus Rashford
- Harry Redknapp
- Jamie Redknapp
- Nigel Reo-Coker
- Micah Richards
- Charlie Roberts
- Patrick Roberts
- Jack Robinson
- Bobby Robson
- Bryan Robson
- David Rocastle
- Jack Rodwell
- John Rooney
- Wayne Rooney
- Danny Rose
- Jordan Rossiter
- Wayne Routledge
- John Ruddy
- Ron Saunders
- Paul Scholes
- David Seaman
- Freddie Sears
- Dave Sexton
- Craig Shakespeare
- Luke Shaw
- Alan Shearer
- Jonjo Shelvey
- Charlie Sheringham
- Teddy Sheringham
- Peter Shilton
- Danny Simpson
- Frank Sinclair
- Scott Sinclair
- Chris Smalling
- Alan Smith
- Dominic Solanke
- Jay Spearing
- Gary Speed
- Harry Stafford
- Raheem Sterling
- Nobby Stiles
- John Stones
- Daniel Sturridge
- Chris Sutton
- Dick Taylor
- Stuart Taylor
- John Terry
- Wesley Thomas
- Louis Tomlinson
- Andros Townsend
- Axel Tuanzebe
- Ross Turnbull
- Matthew Upson
- Jamie Vardy
- James Vaughan
- Terry Venables
- Dennis Viollet
- Theo Walcott
- Kyle Walker
- Stephen Warnock
- Danny Welbeck
- Ray Wilkins
- Jack Wilshere
- James Wilson
- Dennis Wise
- Jonathan Woodgate
- Shaun Wright-Phillips
- Billy Wright
- Ian Wright
- Ashley Young
- Luke Young
- Wilfried Zaha
- Bobby Zamora

#### Alte sporturi
- Nigel Bond
- Luke Campbell
- Henry Cooper
- Fred Davis
- Joe Davis
- Steve Davis
- James DeGale
- Basil D'Oliveira
- Alec Douglas-Home
- Johnny Douglas
- Peter Ebdon
- Bob Fitzsimmons
- Andrew Flintoff
- Toby Flood
- Ben Foden
- Carl Froch
- Tyson Fury
- W. G. Grace
- Anthony Hamilton
- Audley Harrison
- Ricky Hatton
- Ann Haydon-Jones
- David Haye
- Henry Hyndman
- Joe Johnson
- Paul Hunter
- Alfred Lyttelton
- Harry Mallin
- Ronnie O'Sullivan
- Michael Park
- John Parrott
- Joe Perry
- Kevin Pietersen
- David Price
- John Pulman
- Godfrey Rampling
- Bill Roberts
- Jason Robinson
- Mark Rowland
- Arthur Rowe
- Davey Boy Smith
- Phil Taylor
- Judd Trump
- Manu Tuilagi
- Willie Watson
- Faye White
- Jimmy White
- Jonny Wilkinson
- William Regal
- Bob Woolmer

### Oameni de stat

#### Monarhi, nobili
- Adela de Franța
- Adelaida de Normandia
- Alfred cel Mare
- Æthelred al II-lea cel Șovăielnic
- Athelstan
- Anna a Marii Britanii
- Carol I al Angliei
- Carol al II-lea al Angliei
- Casa de Knýtlinga
- Casa de Wessex
- Catherine Sedley
- Edgar al Angliei
- Edmund I al Angliei
- Edmund al II-lea al Angliei
- Edred al Angliei
- Eduard cel Bătrân
- Edwy al Angliei
- Ethelweard
- Eduard I al Angliei
- Eduard al II-lea al Angliei
- Eduard al III-lea al Angliei
- Eduard al IV-lea al Angliei
- Eduard al V-lea al Angliei
- Eduard al VI-lea al Angliei
- Eduard Confesorul
- Eduard Martirul
- Elisabeta I a Angliei
- Emma a Normandiei
- Ethelbert de Kent
- Ethelred de Wessex
- Hardeknud
- Henric I al Angliei
- Henric al II-lea al Angliei
- Henric al III-lea al Angliei
- Henric al IV-lea al Angliei
- Henric al V-lea al Angliei
- Henric al VI-lea al Angliei
- Henric al VII-lea al Angliei
- Henric al VIII-lea al Angliei
- Iacob I al Angliei
- Iacob al II-lea al Angliei
- Lady Jane Grey
- Knut cel Mare
- Maria I a Angliei
- Maria a II-a a Angliei
- Matilda împărăteasa
- Matilda de Flandra
- Harold al II-lea al Angliei
- Harold Picior-de-Iepure
- Ioan al Angliei
- William Paget
- Richard Inimă de Leu
- Richard al II-lea al Angliei
- Richard al III-lea al Angliei
- Robert I, Duce de Normandia
- Svend I al Danemarcei
- Ștefan al Angliei
- Wilhelm Cuceritorul
- William al II-lea al Angliei
- William al III-lea al Angliei

#### Politicieni
- Diane Abbott
- Nancy Astor
- Catherine Bearder
- Margaret Beckett
- Angela Billingham
- Margaret Bondfield
- Betty Boothroyd
- Sharon Bowles
- Barbara Castle
- William Cavendish
- Yvette Cooper
- Jo Cox
- Christine Crawley
- Oliver Cromwell
- Richard Cromwell
- Margaret Daly
- Alfred Domett
- Gwyneth Dunwoody
- Angela Eagle
- Diana Elles
- Winifred Ewing
- Sheila Faith
- Peggy Fenner
- Doris Fisher
- Caroline Flint
- Norvela Forster
- Jacqueline Foster
- Neena Gill
- Cheryl Gillan
- Pauline Green
- Justine Greening
- Fiona Hall
- Veronica Hardstaff
- Harriet Harman
- Helene Hayman
- Mary Honeyball
- Gloria Hooper
- Humphrey de Gloucester
- Ioan de Lancaster
- Caroline Jackson
- Glenda Jackson
- Diane James
- Tessa Jowell
- Elaine Kellett-Bowman
- Ruth Kelly
- Liz Kendall
- Skandar Keynes
- Jean Lambert
- Andrea Leadsom
- Caroline Lucas
- Sarah Ludford
- Elizabeth Lynne
- Theresa May
- Linda McAvan
- Arlene McCarthy
- Anne McIntosh
- Nicky Morgan
- Mo Mowlam
- Emma Nicholson
- John Dudley
- Christine Oddy
- Emmeline Pankhurst
- Sylvia Pankhurst
- Priti Patel
- Richard Plantagenet
- Anita Pollack
- Joyce Quin
- Patricia Rawlings
- Shelagh Roberts
- Amber Rudd
- Edward Seymour
- Jacqui Smith
- Caroline Spelman
- Margaret Thatcher
- Carole Tongue
- Elizabeth Truss
- Theresa Villiers
- Susan Waddington
- Diana Wallis
- Ann Widdecombe
- Ellen Wilkinson
- Glenis Willmott
- Shirley Williams

### Filozofie
- John Langshaw Austin
- Alfred Ayer
- Francis Bacon
- Roger Bacon
- Thomas Bradwardine
- Jeremy Bentham
- George Berkeley
- George Boole
- Houston Stewart Chamberlain
- William Kingdon Clifford
- John Dee
- Humphry Ditton
- Thomas Hobbes
- John Locke
- John Stuart Mill
- Henry More
- Thomas Morus
- William Ockham
- Karl Popper
- Graham Priest
- Joseph Priestley
- John Ruskin
- Bertrand Russell
- Herbert Spencer
- John Venn
- Alan Watts
- Thomas Dewar Weldon
- William Whewell
- Alfred North Whitehead

## Listă alfabetică de englezi

### A
- Abelard din Bath
- William Adams
- George Biddell Airy
- Harold Alexander
- Thomas Allen
- Lawrence Alma-Tadema
- John Amery
- Robert Anderson
- Anthony Andrews
- Harry Andrews
- Edward Victor Appleton
- Michael Atiyah
- George Atwood
- William Edward Ayrton

### B
- Charles Babbage
- Anthony Babington
- John Babington
- David Baddiel
- Henry Baker
- Humphrey Baker
- Thomas Baker
- Richard Balam
- Max Baldry
- Francis Maitland Balfour
- Joseph Barcroft
- Thomas Bradwardine
- Peter Barlow
- Ernest Barnes
- Harry Bateman
- Thomas Baxter
- John Belchier
- Derek Bell
- Walter Owen Bentley
- Henry Bessemer
- Jacqueline Bisset
- Maria Elena Bjornson
- Patrick Maynard Stuart Blackett
- John Blagrave
- Colin Blakely
- Anthony Blunt
- Emily Blunt
- Dirk Bogarde
- Hermann Bondi
- John Bonnycastle
- Alain de Botton
- William Bowman
- James Bradley
- Eric Brandon
- Henry Briggs
- Tony Brooks
- William Brouncker
- Derren Brown
- Robert Hanbury Brown
- William Brownrigg
- William Buckland
- William Burnside
- Arthur Gardiner Butler

### C
- John Canton
- Lady Caroline Lamb
- Edward Hallett Carr
- Richard Carrington
- Leo G. Carrol
- Charles Cavendish
- James Challis
- Samuel Hunter Christie
- William Christie (astronom)
- Alexander Ross Clarke
- William Kingdon Clifford
- John Douglas Cockcroft
- Edward Cocker
- Joe Cocker
- Sacha Baron Cohen
- John Collins
- Peter Collins
- Pat Condell
- Kenneth Connor
- Roger Cotes
- Piers Courage
- Noel Coward
- Benedict Cumberbatch

### D
- Timothy Dalton
- William Dampier
- Raine, Contesă de Dartmouth
- John Henry Davies
- Rupert Davies
- Steve Davis
- Daniel Day-Lewis
- Millvina Dean
- Jakki Degg
- Thomas Derrick
- Leonard Digges
- Thomas Digges
- Paul Dirac
- Humphry Ditton
- John Dollond
- Robert Donat
- Lesley-Anne Down
- Arthur Drewry
- Robin Driscoll
- Henry Dudeney
- Samuel Dunn

### E
- Bernie Ecclestone
- Arthur Eddington
- Idris Elba
- Vic Elford
- Doug Ellis
- Jill Esmond
- Arthur Evans
- George Everest
- George Ezra

### F
- William Farish
- Marty Feldman
- Michael Fisher
- Ronald Fisher
- Joan Fontaine
- Samuel Foster
- Bernard Fox
- Leigh Francis
- John Franklin
- Ronald Fraser
- Simon Fuller

### G
- Divina Galica
- Greer Garson
- Henry Gellibrand
- John Gielgud
- Edward W. Gifford
- Gillian Gilbert
- William Gilbert
- Peter Giles
- Francis Glisson
- John Gould
- Stewart Granger
- Henry Gray
- John Edward Gray
- Stephen Gray
- George Green
- Leon Greenman
- William Gregor
- Joanna Griffiths
- Alec Guinness
- Edmund Gunter

### H
- Mike Hailwood
- Duncan Haldane
- Jeffrey Hammond
- Rex Harrison
- Francis Harvey
- Francis Hauksbee
- Patrick Head
- Oliver Heaviside
- Antony Hewish
- Georgette Heyer
- Peter Hill-Wood
- Rowland Hill
- Charles Antony Richard Hoare
- David Hobbs
- David Hockney
- Jimmy Hogarth
- Joseph Dalton Hooker
- Frederick Gowland Hopkins
- Leslie Howard
- Olivia Hussey

### I
- Jeremy Irons
- Christopher Ironside
- Jason Isaacs

### J
- Glenda Jackson
- Mick Jackson
- Sidney James
- Eglantyne Jebb
- John Jellicoe
- Allen Jones
- Felicity Jones

### K
- Paul Kaye
- David Kendall
- Richard Keynes
- Sadiq Khan
- Herbert Kitchener
- Patric Knowles

### L
- Stephen Bartlett Lakeman
- Libby Lane
- William Lashly
- Charles Laughton
- Anthony James Leggett
- Keith Levene
- Ken Loach
- Norman Lockyer
- Richard Lower

### M
- John Machin
- J. Ernest Mangnall
- Alicia Markova
- Andrew Marvell
- John Masefield
- Kevin McCabe
- Ian McCulloch
- Roddy McDowall
- Patrick McNee
- William Melling
- John Merivale
- Jonny Lee Miller
- Heather Mills
- Robin Milner
- Anthony Minghella
- Alfred Molina
- Moses Montefiore
- Bernard Law Montgomery
- Kenneth More
- Robert Morley
- Samantha Morton
- Henry Moseley
- Stirling Moss
- Nevill Francis Mott
- Hannah Murray

### N
- Laurence Naismith
- Percy E. Newberry
- David Niven
- Henry Norris

### O
- John O'Keefe
- Edward Olive
- Jackie Oliver
- Julia Ormond
- William Oughtred
- Clive Owen
- Richard Owen
- David Oyelowo

### P
- Henry William Paget
- Dev Patel
- Kim Philby
- Joan Plowright
- Anna Popplewell
- Cecil Frank Powell
- David Prophet

### Q
- Mary Quant
- Anthony Quayle

### R
- Claude Rains
- Michael Redgrave
- Brian Redman
- Oliver Reed
- Owen Willans Richardson
- Simon Richardson
- Diana Rigg
- Talulah Riley
- Guy Ritchie
- Sax Rohmer
- John Ross (cercetător polar)
- Walter Rothschild
- Stanley Rous
- Douglas Geoffrey Rowell
- Thomas Rowlandson
- Henry Royce
- Martin Ryle

### S
- Flora Sandes
- Jonathan Scheele
- Ferdinand Canning Scott Schiller
- Martin Secker
- Peter Sellers
- Elkanah Settle
- Paul Simonon
- Peter Sinfield
- Edith Sitwell
- Anthony D. Smith
- Maggie Smith
- Francis Pettit Smith
- Soame Jenyns
- Soame Jenyns
- Edward Somerset
- Edward John Spencer
- John Spencer
- Terence Stamp
- Howard Staunton
- Imelda Staunton
- George Stephenson
- Robert Stephenson
- William John Swainson
- Joseph Swan
- Gregg Sulkin

### T
- Juno Temple
- Oldfield Thomas
- Terry Thomas
- George Paget Thomson
- William Thomson
- Tony Trimmer
- Clive Tyldesley

### U
- Peter Ustinov

### V
- Steve Valentine
- George Vancouver
- Leona Kate Vaughan

### W
- Emily Watson
- Arthur Richard Wellesley
- Charles Wheatstone
- Jimmy White
- Alfred North Whitehead
- Frank Wild
- Andrew Wiles
- Maurice Wilkes
- John Wilkins
- James Hardy Wilkinson
- Betty Williams
- John Williams
- Vic Wilson
- David Wingrove
- Nicholas Winton
- Stephen Wolfram
- Daniel Burley Woolfall
- NT Wright
- John Wycliff

### Y
- Michael York
- Grace Chisholm Young
- Thomas Young
- William Henry Young